# حكومة محمد الغنوشي الأولى
حكومة محمد الغنوشي الأولى هي حكومة تونسية ترأسها محمد الغنوشي. عينت الحكومة الجديدة في 17 نوفمبر 1999، وأنهت مهامها في 17 يناير 2011. 

هي آخر حكومة كان كامل أعضائها من التجمع الدستوري الديمقراطي. حلت الحكومة إثر الثورة التونسية في 2011.

## التركيبة الأولى للحكومة
تم إعلان الحكومة في 17 نوفمبر 1999.

### الوزراء
| الصورة | الحقيبة الوزارية                           | الاسم               | الحزب | الحزب                      |
| ------ | ------------------------------------------ | ------------------- | ----- | -------------------------- |
|        | الوزير الأول                               | محمد الغنوشي        |       | التجمع الدستوري الديمقراطي |
|        | وزير دولة، مستشار خاص لرئيس الجمهورية      | عبد العزيز بن ضياء  |       | التجمع الدستوري الديمقراطي |
|        | وزير الداخلية                              | عبد الله القلال     |       | التجمع الدستوري الديمقراطي |
|        | وزير الدفاع الوطني                         | محمد جغام           |       | التجمع الدستوري الديمقراطي |
|        | وزير الشؤون الخارجية                       | الحبيب بن يحيى      |       | التجمع الدستوري الديمقراطي |
|        | وزير المرأة والشؤون العائلية               | نزيهة زروق          |       | التجمع الدستوري الديمقراطي |
|        | وزير العدل                                 | البشير التكاري      |       | التجمع الدستوري الديمقراطي |
|        | وزير الشؤون الدينية                        | جلول الجريبي        |       | التجمع الدستوري الديمقراطي |
|        | وزير الشؤون الاجتماعية                     | الشاذلي النفاتي     |       | التجمع الدستوري الديمقراطي |
|        | وزير الفلاحة                               | الصادق رابح         |       | التجمع الدستوري الديمقراطي |
|        | وزير التشغيل والتكوين المهني               | منصر الرويسي        |       | التجمع الدستوري الديمقراطي |
|        | وزير الصحة العمومية                        | الهادي مهني         |       | التجمع الدستوري الديمقراطي |
|        | وزير أملاك الدولة والشؤون العقارية         | رضا قريرة           |       | التجمع الدستوري الديمقراطي |
|        | وزير التعليم العالي والبحث العلمي          | الصادق شعبان        |       | التجمع الدستوري الديمقراطي |
|        | وزير الاتصال                               | أحمد فريعة          |       | التجمع الدستوري الديمقراطي |
|        | وزير التنمية الدولية والاستثمارات الخارجية | فتحي المرداسي       |       | التجمع الدستوري الديمقراطي |
|        | وزير التجارة                               | المنذر الزنايدي     |       | التجمع الدستوري الديمقراطي |
|        | وزير السياحة والترفيه والصناعات التقليدية  | صلاح الدين المعاوي  |       | التجمع الدستوري الديمقراطي |
|        | وزير المالية                               | توفيق بكار          |       | التجمع الدستوري الديمقراطي |
|        | وزير الصناعة                               | المنصف بن عبد الله  |       | التجمع الدستوري الديمقراطي |
|        | وزير الثقافة                               | عبد الباقي الهرماسي |       | التجمع الدستوري الديمقراطي |
|        | وزير الشباب والطفولة والرياضة              | محمد رؤوف النجار    |       | التجمع الدستوري الديمقراطي |
|        | وزير النقل                                 | حسين شوك            |       | التجمع الدستوري الديمقراطي |
|        | وزير التجهيز والإسكان                      | صلاح الدين بلعيد    |       | التجمع الدستوري الديمقراطي |
|        | وزير البيئة والتخطيط                       | فائزة الكافي        |       | التجمع الدستوري الديمقراطي |
|        | وزير التنمية الاقتصادية                    | عبد اللطيف صدام     |       | التجمع الدستوري الديمقراطي |
|        | وزير التربية                               | أحمد عياض الودرني   |       | التجمع الدستوري الديمقراطي |

## التحويرات الوزارية
نجاح بالخيرية القروي عينت كاتبة دولة للشؤون الاجتماعية في 2001.

### تحوير 23 يناير 2001
| المنصب                                                                          | الاسم               |
| ------------------------------------------------------------------------------- | ------------------- |
| وزير الدفاع الوطني                                                              | الدالي الجازي       |
| وزير الداخلية                                                                   | عبد الله الكعبي     |
| وزير مدير الديوان الرئاسي                                                       | أحمد عياض الودرني   |
| وزير الشؤون الاجتماعية                                                          | الهادي مهني         |
| وزير التربية                                                                    | منصر الرويسي        |
| وزير الصحة العمومية                                                             | عبد الكريم الزبيدي  |
| وزيرة التكوين المهني والتشغيل                                                   | فائزة الكافي        |
| وزير الشباب والطفولة والرياضة                                                   | عبد الرحيم الزواري  |
| وزير السياحة والترفيه والصناعات التقليدية                                       | المنذر الزنايدي     |
| وزير التجارة                                                                    | الطاهر صيود         |
| وزير البيئة والتهيئة الترابية                                                   | محمد النابلي        |
| وزير منتدب لدى الوزير الأول مكلف بحقوق الإنسان والاتصال والعلاقة مع مجلس النواب | عفيف الهنداوي       |
| الكاتب العام للحكومة                                                            | محمد رشيد كشيش      |
| كاتب دولة لدى وزير الخارجية مكلف بالشؤون المغاربية والأفريقية                   | الصادق فيالة        |
| كاتب دولة مكلف بالصندوق الوطني للتضامن                                          | بشير المجدوب        |
| كاتب دولة لدى الوزير الأول مكلف بالبحث العلمي والتكنولوجيا                      | إبراهيم البكاري     |
| كاتب دولة لدى وزير الشؤون الخارجية                                              | يوسف المقدم         |
| كاتب دولة لدى وزير الدفاع الوطني                                                | شكري العياشي        |
| كاتب دولة لدى وزير الفلاحة مكلف بالصيد البحري                                   | الحبيب الصيد        |
| كاتب دولة لدى وزير التربية                                                      | رافع بن عاشور       |
| كاتب دولة لدى وزير تكنولوجيات الاتصال مكلف بالمعلوماتية                         | أحمد محجوب          |
| كاتب دولة لدى وزير التعاون الدولي والاستثمار الخارجي                            | حمودة الحامدي       |
| كاتب دولة لدى وزير المالية مكلف بالجباية                                        | المنصف بودن         |
| كاتب دولة لدى وزير الصناعة                                                      | رافع دخيل           |
| كاتب دولة لدى وزير النقل                                                        | فرحات المديني       |
| كاتب دولة لدى وزير التكوين المهني والتشغيل                                      | منصف بن سعيد        |
| كاتب دولة لدى وزير التنمية الاقتصادية مكلف بالخوصصة                             | محمد النوري الجويني |
| كاتب دولة لدى وزير الداخلية مكلف بالشؤون الجهوية والجماعات المحلية              | منجي شوشان          |
| كاتب دولة لدى وزير التجارة                                                      | محمد عمور           |

### تحوير 19 فبراير 2001
| المنصب                                                                          | الاسم            |
| ------------------------------------------------------------------------------- | ---------------- |
| وزير منتدب لدى الوزير الأول مكلف بحقوق الإنسان والاتصال والعلاقة مع مجلس النواب | صلاح الدين معاوي |

### تحوير 10 أبريل 2001
| المنصب                            | الاسم         |
| --------------------------------- | ------------- |
| كاتب دولة لدى وزير التعليم العالي | منتصر الوعيلي |

### تحوير 16 أكتوبر 2001
| المنصب                                                      | الاسم              |
| ----------------------------------------------------------- | ------------------ |
| وزيرة المرأة والعائلة                                       | نزيهة بن يدر       |
| وزيرة التكوين المهني والتشغيل                               | نزيهة زروق         |
| وزير الصحة العمومية                                         | الحبيب مبارك       |
| وزير منتدب لدى الوزير الأول مكلف بالبحث العلمي والتكنولوجيا | عبد الكريم الزبيدي |
| كاتب دولة لدى وزير الصناعة مكلف بالتحديث                    | إبراهيم البكاري    |

### تحوير 27 أبريل 2002
| المنصب                 | الاسم           |
| ---------------------- | --------------- |
| وزير الداخلية          | الهادي مهني     |
| وزير الشؤون الاجتماعية | الشاذلي النفاتي |

### تحوير 14 مايو 2002
| المنصب                                                                          | الاسم             |
| ------------------------------------------------------------------------------- | ----------------- |
| وزير منتدب لدى الوزير الأول مكلف بحقوق الإنسان والاتصال والعلاقة مع مجلس النواب | محمد فتحي الهويدي |

### تحوير 5 سبتمبر 2002
| المنصب                                                                                       | الاسم               |
| -------------------------------------------------------------------------------------------- | ------------------- |
| وزير الاتصال والنقل                                                                          | الصادق رابح         |
| وزير السياحة ووزير التجارة والصناعات التقليدية                                               | المنذر الزنايدي     |
| وزير التشغيل                                                                                 | الشاذلي العروسي     |
| وزير التنمية والتعاون الدولي                                                                 | محمد النوري الجويني |
| وزير الفلاحة والبيئة والموارد المائية                                                        | الحبيب حداد         |
| كاتب دولة لدى وزير الثقافة والترفيه والشباب مكلف بالترفيه والثقافة                           | كمال الحاج ساسي     |
| كاتب دولة لدى الوزير الأول مكلف بالخوصصة                                                     | منصف هرقلي          |
| كاتبة دولة لدى وزيرة الشؤون الخارجية                                                         | سعيدة الشتيوي       |
| كاتب دولة لدى وزير شؤون المرأة والعائلة والطفولة مكلف بالطفولة                               | سلوى العياشي اللبان |
| كاتب دولة لدى وزير التعليم العالي والبحث العلمي والتكنولوجيا مكلف بالبحث العلمي والتكنولوجيا | الصادق القربي       |
| كاتب دولة لدى وزير السياحة والتجارة والصناعات التقليدية مكلف بالتجارة                        | محسن العروي         |

### تحوير 16 يونيو 2003
| المنصب                                                           | الاسم      |
| ---------------------------------------------------------------- | ---------- |
| كاتب دولة لدى وزير الفلاحة والبيئة والموارد المائية مكلف بالبيئة | نذير حمادة |

### تحوير 1 سبتمبر 2003
| المنصب                                                                                  | الاسم            |
| --------------------------------------------------------------------------------------- | ---------------- |
| وزير التربية والتكوين                                                                   | محمد رؤوف النجار |
| وزير الصناعة والطاقة                                                                    | فتحي المرداسي    |
| كاتب دولة لدى وزير الشؤون الخارجية مكلف بالشؤون المغاربية والأفريقية                    | حاتم بن سالم     |
| كاتب دولة لدى وزير الصناعة والطاقة مكلف بالترويج الصناعي                                | خليل العجيمي     |
| كاتب دولة لدى وزير الفلاحة والبيئة والموارد المائية مكلف بالموارد المائية والصيد البحري | عمر العابد       |

### تحوير 29 نوفمبر 2003
| المنصب                                                                | الاسم            |
| --------------------------------------------------------------------- | ---------------- |
| كاتب دولة لدى وزير السياحة والتجارة والصناعات التقليدية مكلف بالسياحة | فخر الدين المسعي |
| كاتب دولة لدى وزير السياحة والتجارة والصناعات التقليدية مكلف بالتجارة | صلاح الدين مخلوف |

### تحوير 14 يناير 2004
| المنصب                           | الاسم              |
| -------------------------------- | ------------------ |
| وزير السياحة والصناعات التقليدية | عبد الرحيم الزواري |
| وزير المالية                     | منير جعيدان        |
| وزير الرياضة                     | عبد الله الكعبي    |

### تحوير 13 فبراير 2004
| المنصب                                       | الاسم        |
| -------------------------------------------- | ------------ |
| كاتب دولة مكلف بالصندوق الوطني للتضامن 26-26 | عمر بن محمود |

### تحوير 22 مارس 2004
| المنصب                                                              | الاسم          |
| ------------------------------------------------------------------- | -------------- |
| وزير المالية                                                        | محمد رشيد كشيش |
| الكاتب العام للحكومة، مكلف بالعلاقة مع مجلس النواب ومجلس المستشارين | منير جعيدان    |

### تحوير 10 نوفمبر 2004
| المنصب                                                                                                  | الاسم                |
| --- | -------------------- |
| وزير الشؤون الخارجية                                                                                    | عبد الباقي الهرماسي  |
| وزير الدفاع الوطني                                                                                      | الهادي مهني          |
| وزير الداخلية                                                                                           | رفيق بالحاج قاسم     |
| وزير الصحة العمومية                                                                                     | محمد رضا كشريد       |
| وزير التعليم العالي                                                                                     | الأزهر بوعوني        |
| وزيرة التجهيز                                                                                           | سميرة خياش           |
| وزيرة المرأة والأسرة والطفولة والمسنين                                                                  | سلوى العياشي اللبان  |
| وزير الصناعة والطاقة والمؤسسات الصغرى والمتوسطة                                                         | محمد عفيف شلبي       |
| وزير البيئة والتنمية المستدامة                                                                          | نذير حمادة           |
| وزير البحث العلمي والتكنولوجيا وتنمية الكفاءات                                                          | الصادق القربي        |
| وزير الشؤون الدينية                                                                                     | بوبكر الأخزوري       |
| وزير الشؤون الاجتماعية والتضامن والتونسيين بالخارج                                                      | رافع دخيل            |
| وزير السياحة                                                                                            | تيجاني الحداد        |
| وزير تكنولوجيات الاتصال                                                                                 | منتصر الوعيلي        |
| وزير الثقافة والمحافظة على التراث                                                                       | محمد العزيز بن عاشور |
| وزير منتدب لدى الوزير الأول مكلف بالوظيفة العمومية والتنمية الإدارية                                    | زهير المظفر          |
| كاتب دولة لدى وزير التنمية والتعاون الدولي مكلف بالتعاون الدولي والاستثمار الخارجي                      | خليل العجيمي         |
| كاتب دولة لدى وزير الشؤون الخارجية مكلف بالشؤون المغاربية والأفريقية                                    | صلاح الدين الجمالي   |
| كاتبة دولة لدى وزير تكنولوجيات الاتصال مكلفة بالمعلوماتية والإنترنت والبرمجيات الحرة                    | خديجة الغرياني       |
| كاتب دولة لدى وزير التجهيز والإسكان والتهيئة الترابية                                                   | كمال العيادي         |
| كاتبة دولة لدى وزير المرأة والأسرة والطفولة والمسنين مكلفة بالطفولة والمسنين                            | سارة كانون الجراية   |
| كاتب دولة لدى وزير الصناعة والطاقة والمؤسسات الصغيرة والمتوسطة مكلف بالطاقة المتجددة والصناعات الغذائية | رضا بن محسن          |

### تحوير 17 أغسطس 2005
| المنصب                                                                          | الاسم               |
| ------------------------------------------------------------------------------- | ------------------- |
| وزير الشؤون الخارجية                                                            | عبد الوهاب عبد الله |
| وزير الدفاع الوطني                                                              | كمال مرجان          |
| وزير الاتصال والعلاقة مع البرلمان                                               | رافع دخيل           |
| وزير التربية                                                                    | الصادق القربي       |
| وزير الشؤون الاجتماعية والتضامن والتونسيين بالخارج                              | علي الشاوش          |
| وزير البحث العلمي والتكنولوجيا وتنمية المهارات                                  | الطيب الحضري        |
| كاتب دولة لدى وزير التربية والتكوين مكلف بالتكوين المهني                        | عمر العابد          |
| كاتب دولة لدى وزير الفلاحة والموارد المائية مكلف بالموارد المائية والصيد البحري | عبد الرزاق دعلول    |
| كاتب دولة لدى وزير السياحة بالتأهيل السياحي                                     | سليم تلاتلي         |

### تحوير 29 نوفمبر 2005
| المنصب                                                           | الاسم             |
| ---------------------------------------------------------------- | ----------------- |
| كاتب دولة لدى وزير الداخلية والتنمية المحلية مكلف بالأمن الوطني. | محمد علي القنزوعي |

### تحوير 13 مارس 2006
| المنصب                                                              | الاسم            |
| ------------------------------------------------------------------- | ---------------- |
| كاتب دولة لدى وزير التجهيز والإسكان مكلف بالإسكان والتهيئة الترابية | محمد نجيب بالريش |

### تحوير 25 يناير 2007
| المنصب                                                                                                 | الاسم              |
| --- | ------------------ |
| الكاتب العام للحكومة                                                                                   | عبد الحكيم بوراوي  |
| كاتب دولة لدى وزير التعليم العالي والبحث العلمي والتكنولوجيا مكلف بالبحث العلمي والتكنولوجيا           | رضا بن مصباح       |
| كاتب دولة لدى وزير الصناعة والطاقة والمؤسسات الصغرى والمتوسطة مكلف بالطاقة المتجددة والصناعات الغذائية | عبد العزيز الرصاع  |
| كاتب دولة لدى وزير الشؤون الخارجية مكلف بالشؤون المغاربية والعربية والأفريقية                          | عبد الرؤوف الباسطي |

### تحوير 4 سبتمبر 2007
| المنصب                                                                             | الاسم              |
| ---------------------------------------------------------------------------------- | ------------------ |
| وزير الصحة العمومية                                                                | المنذر الزنايدي    |
| وزير السياحة                                                                       | خليل العجيمي       |
| وزير تكنولوجيات الاتصال                                                            | الحاج قلاعي        |
| وزيرة المرأة والأسرة والطفولة والمسنين                                             | سارة كانون الجراية |
| وزير التجارة والصناعات التقليدية                                                   | رضا التويتي        |
| كاتبة دولة لدى وزير الصحة العمومية مكلفة بالمستشفيات                               | نجوى ميلادي        |
| كاتب دولة لدى وزير التعليم والتكوين مكلف بالتكوين المهني                           | أحمد ذويب          |
| كاتب دولة لدى وزير التنمية والتعاون الدولي مكلف بالتعاون الدولي والاستثمار الخارجي | عبد الحميد التريكي |

المنصب الذي كانت تتحمله سارة كانون الجراية التي أصبحت وزيرة تم إكماله في 3 أكتوبر 2007.
| المنصب                                                                       | الاسم              |
| ---------------------------------------------------------------------------- | ------------------ |
| كاتب دولة لدى وزيرة المرأة والأسرة والطفولة والمسنين مكلفة بالطفولة والمسنين | سلوى تارزي بن عطية |

### تحوير 16 ديسمبر 2007
| المنصب                                                                  | الاسم        |
| ----------------------------------------------------------------------- | ------------ |
| كاتب دولة لدى وزير التجارة والصناعات التقليدية مكلف بالصناعات التقليدية | شكري ماموغلي |

### تحوير 2 يناير 2008
| المنصب                                                                                        | الاسم                |
| --------------------------------------------------------------------------------------------- | -------------------- |
| كاتبة دولة لدى وزير تكنولوجيات الاتصال مكلفة بتكنولوجيات المعلومات والأنترنت والبرمجيات الحرة | لمياء الشافعي الصغير |

### تحوير 29 أغسطس 2008
| المنصب                                                                | الاسم              |
| --------------------------------------------------------------------- | ------------------ |
| وزير التربية والتكوين                                                 | حاتم بن سالم       |
| وزير الثقافة والمحافظة على التراث                                     | عبد الرؤوف الباسطي |
| وزير الشباب والرياضة والتربية البدنية                                 | سمير العبيدي       |
| وزير الفلاحة والموارد المائية                                         | عبد السلام منصور   |
| وزير التشغيل والإدماج المهني للشباب                                   | سليم تلاتلي        |
| وزير التجهيز والإسكان والتهيئة الترابية                               | صلاح الدين مالوش   |
| كاتب دولة لدى وزير التجارة والصناعات التقليدية مكلف بالتجارة الخارجية | شكري ماموغلي       |
| كاتب دولة لدى وزير الشباب والرياضة والتربية البدنية مكلف بالرياضة     | بشير الوزير        |

المنصب الذي كان يتحمله عبد الرؤوف الباسطي الذي أصبحت وزير تم إكماله في 15 سبتمبر 2008.
| المنصب                                                                          | الاسم            |
| ------------------------------------------------------------------------------- | ---------------- |
| كاتب الدولة لدى وزير الشؤون الخارجية مكلف بالشؤون المغاربية والعربية والأفريقية | عبد الحفيظ هرقام |

### تحوير 11 ديسمبر 2008
| المنصب                                                   | الاسم       |
| -------------------------------------------------------- | ----------- |
| كاتب دولة لدى وزير التربية والتكوين مكلف بالتكوين المهني | منجي البدوي |

### تحوير 10 يونيو 2009
| المنصب                            | الاسم        |
| --------------------------------- | ------------ |
| وزارة التجارة والصناعات التقليدية | رضا بن مصباح |
| وزير منتدب لدى الوزير الأول       | رضا التويتي  |

### تحوير 10 أكتوبر 2009
| المنصب                                       | الاسم          |
| -------------------------------------------- | -------------- |
| وزير الاتصال والعلاقة مع البرلمان (بالإنابة) | أسامة الرمضاني |

### تحوير 14 يناير 2010
| المنصب                                                             | الاسم             |
| ------------------------------------------------------------------ | ----------------- |
| وزير الشؤون الخارجية                                               | كمال مرجان        |
| وزير العدل وحقوق الإنسان                                           | الأزهر بوعوني     |
| وزير الدفاع الوطني                                                 | رضا قريرة         |
| وزير المالية                                                       | رضا شلغوم         |
| وزير الشؤون الاجتماعية والتضامن والتونسيين بالخارج                 | الناصر الغربي     |
| وزير التعليم العالي والبحث العلمي                                  | البشير التكاري    |
| وزير السياحة                                                       | سليم تلاتلي       |
| وزير الفلاحة والموارد المائية والصيد البحري                        | عبد السلام منصور  |
| وزير أملاك الدولة والشؤون العقارية                                 | زهير المظفر       |
| وزير شؤون المرأة والأسرة والطفولة والمسنين                         | بابية الشيحي      |
| وزير تكنولوجيات الاتصال                                            | محمد الناصر عمار  |
| وزير التكوين المهني والتشغيل                                       | محمد العقربي      |
| وزير الصناعة والتكنولوجيا                                          | محمد عفيف شلبي    |
| وزير التربية                                                       | حاتم بن سالم      |
| وزير الاتصال                                                       | أسامة الرمضاني    |
| الكاتب العام للحكومة مكلف بالعلاقة مع مجلس النواب ومجلس المستشارين | عبد الحكيم بوراوي |
| كاتب دولة لدى وزير التعليم العالي والبحث العلمي مكلف بالبحث العلمي | رفعت الشعبوني     |

### تحوير 12 أكتوبر 2010
| المنصب                                                                          | الاسم           |
| ------------------------------------------------------------------------------- | --------------- |
| وزير منتدب لدى الوزير الأول مكلف بالوظيفة العمومية والتنمية الإدارية            | زهير المظفر     |
| وزارة أملاك الدولة والشؤون العقارية                                             | فؤاد دغفوس      |
| كاتب دولة لدى وزير التجارة والصناعات التقليدية مكلف بالتجارة الداخلية           | محسن لروي       |
| كاتب دولة لدى وزير الفلاحة والموارد المائية مكلف بالموارد المائية والصيد البحري | عبد العزيز موقو |

### تحوير 29 ديسمبر 2010
| المنصب                                                    | الاسم            |
| --------------------------------------------------------- | ---------------- |
| وزير الشؤون الدينية                                       | كمال عمران       |
| وزير الاتصال                                              | سمير العبيدي     |
| وزير الشباب والرياضة والتربية البدنية                     | عبد الحميد سلامة |
| وزير التجارة والصناعات التقليدية                          | سليمان ورق       |
| كاتب دولة لدى وزير الشؤون الخارجية مكلف بالشؤون الأوروبية | عبد الوهاب جمال  |

## التركيبة النهائية

### الوزراء
| الصورة | الحقيبة الوزارية                                                     | الاسم               | الحزب | الحزب                      |
| ------ | -------------------------------------------------------------------- | ------------------- | ----- | -------------------------- |
|        | الوزير الأول                                                         | محمد الغنوشي        |       | التجمع الدستوري الديمقراطي |
|        | وزير دولة، مستشار خاص لدى رئيس الجمهورية والناطق الرسمي باسم الرئاسة | عبد العزيز بن ضياء  |       | التجمع الدستوري الديمقراطي |
|        | مدير، وزير الديوان الرئاسي                                           | أحمد عياض الودرني   |       | التجمع الدستوري الديمقراطي |
|        | وزير الداخلية والتنمية المحلية                                       | رفيق بالحاج قاسم    |       | التجمع الدستوري الديمقراطي |
|        | وزير النقل                                                           | عبد الرحيم الزواري  |       | التجمع الدستوري الديمقراطي |
|        | وزير الصحة العمومية                                                  | المنذر الزنايدي     |       | التجمع الدستوري الديمقراطي |
|        | وزير الشؤون الدينية                                                  | كمال عمران          |       | التجمع الدستوري الديمقراطي |
|        | وزير التعليم العالي والبحث العلمي                                    | البشير التكاري      |       | التجمع الدستوري الديمقراطي |
|        | وزير الشؤون الخارجية                                                 | كمال مرجان          |       | التجمع الدستوري الديمقراطي |
|        | وزير الدفاع الوطني                                                   | رضا قريرة           |       | التجمع الدستوري الديمقراطي |
|        | محافظ البنك المركزي التونسي                                          | توفيق بكار          |       | التجمع الدستوري الديمقراطي |
|        | وزير التخطيط والتعاون الدولي                                         | محمد النوري الجويني |       | التجمع الدستوري الديمقراطي |
|        | وزير البيئة والتنمية المستدامة                                       | نذير حمادة          |       | التجمع الدستوري الديمقراطي |
|        | وزير العدل وحقوق الإنسان                                             | الأزهر بوعوني       |       | التجمع الدستوري الديمقراطي |
|        | وزير الصناعة والتكنولوجيا                                            | محمد عفيف شلبي      |       | التجمع الدستوري الديمقراطي |
|        | وزير أملاك الدولة والشؤون العقارية                                   | فؤاد دغفوس          |       | التجمع الدستوري الديمقراطي |
|        | وزير التربية                                                         | حاتم بن سالم        |       | التجمع الدستوري الديمقراطي |
|        | وزير التجارة والصناعات التقليدية                                     | سليمان ورق          |       | التجمع الدستوري الديمقراطي |
|        | وزير الثقافة والمحافظة على التراث                                    | عبد الرؤوف الباسطي  |       | التجمع الدستوري الديمقراطي |
|        | وزير السياحة                                                         | سليم تلاتلي         |       | التجمع الدستوري الديمقراطي |
|        | وزير الشباب والرياضة والتربية البدنية                                | عبد الحليم سلامة    |       | التجمع الدستوري الديمقراطي |
|        | وزير الفلاحة والموارد المائية والصيد البحري                          | عبد السلام منصور    |       | التجمع الدستوري الديمقراطي |
|        | وزير التجهيز والإسكان والتهيئة الترابية                              | صلاح الدين مالوش    |       | التجمع الدستوري الديمقراطي |
|        | وزير الاتصال والناطق الرسمي للحكومة التونسية                         | سمير العبيدي        |       | التجمع الدستوري الديمقراطي |
|        | وزير الشؤون الاجتماعية والتعاون التونسيين بالخارج                    | الناصر الغربي       |       | التجمع الدستوري الديمقراطي |
|        | وزير المالية                                                         | رضا شلغوم           |       | التجمع الدستوري الديمقراطي |
|        | وزير المرأة والأسرة والطفولة والمسنين                                | بابية الشيحي        |       | التجمع الدستوري الديمقراطي |
|        | وزير تكنولوجيات الاتصال                                              | محمد الناصر         |       | التجمع الدستوري الديمقراطي |
|        | وزير التشغيل والتكوين المهني                                         | محمد العقربي        |       | التجمع الدستوري الديمقراطي |
|        | وزير مندوب لدى الوزير الأول مكلف بالوظيفة العمومية والتنمية الإدارية | زهير المظفر         |       | التجمع الدستوري الديمقراطي |

### كتاب الدولة
| الصورة | الحقيبة الوزارية                                                   | معتمد لدى                         | الاسم                | الحزب | الحزب                      |
| ------ | ------------------------------------------------------------------ | --------------------------------- | -------------------- | ----- | -------------------------- |
|        | الكاتب العام للحكومة مكلف بالعلاقة مع مجلس النواب ومجلس المستشارين | الوزير الأول                      | عبد الكريم بوراوي    |       | التجمع الدستوري الديمقراطي |
|        | كاتب دولة مكلف بالنهوض الاجتماعي                                   | وزير الشؤون الاجتماعية            | نجاح بالخيرية القروي |       | التجمع الدستوري الديمقراطي |
|        | كاتب دولة مكلف بالضرائب                                            | وزير المالية                      | منصف بودن            |       | التجمع الدستوري الديمقراطي |
|        | كاتب دولة مكلف بالشؤون الجهوية والجماعات المحلية                   | وزير الداخلية                     | منجي شوشان           |       | التجمع الدستوري الديمقراطي |
|        | كاتب دولة مكلف بالخصخصة                                            | الوزير الأول                      | منصف الهرقلي         |       | التجمع الدستوري الديمقراطي |
|        | كاتبة دولة مكلف بالشؤون الأمريكية والآسيوية                        | وزير الشؤون الخارجية              | سعيدة الشتيوي        |       | التجمع الدستوري الديمقراطي |
|        | كاتب دولة مكلف بالإسكان والتهيئة الترابية                          | وزير التجهيز                      | محمد نجيب بالريش     |       | التجمع الدستوري الديمقراطي |
|        | كاتب دولة مكلف بالطاقة المتجددة والصناعات الغذائية                 | وزير الصناعة                      | عبد العزيز الرصاع    |       | التجمع الدستوري الديمقراطي |
|        | كاتبة دولة مكلف بالتعاون الدولي وتنمية الشؤون الخارجية             | وزير التنمية والتعاون الدولي      | عبد الحميد التريكي   |       | التجمع الدستوري الديمقراطي |
|        | كاتب دولة مكلف بتكنولوجيا المعلومات والانترنت والبرمجيات الحرة     | وزير تكنولوجيات الاتصال           | لمياء الشافعي الصغير |       | التجمع الدستوري الديمقراطي |
|        | كاتب دولة مكلف بالشؤون العربية والأفريقية                          | وزير الشؤون الخارجية              | عبد الحفيظ هرقال     |       | التجمع الدستوري الديمقراطي |
|        | كاتب دولة مكلف بالبحث العلمي                                       | وزير التعليم العالي والبحث العلمي | رفعت الشعبوني        |       | التجمع الدستوري الديمقراطي |
|        | كاتب دولة مكلف بالتجارة الخارجية                                   | وزير التجارة                      | محسن العروي          |       | التجمع الدستوري الديمقراطي |
|        | كاتب دولة مكلف بالموارد المائية والصيد البحري                      | وزير الفلاحة                      | عبد العزيز موقو      |       | التجمع الدستوري الديمقراطي |
|        | كاتب دولة مكلف بالشؤون الأوروبية                                   | وزير الشؤون الخارجية              | عبد الوهاب جمال      |       | التجمع الدستوري الديمقراطي |